# Wędrowiec (powieść D.J. MacHale’a)
Wędrowiec (ang. The Merchant of Death) – powieść fantasy amerykańskiego pisarza D.J. MacHale’a wydana w 2002. Jest pierwszą częścią cyklu Pendragon.
Polskie tłumaczenie ukazało się w 2007 nakładem Domu Wydawniczego Rebis.

## Fabuła
Bobby Pendragon to zwyczajny nastolatek, ma siostrę, rodziców i psa. Gra w koszykówkę i podkochuje się w koleżance ze szkoły Courtney Chetwynde. Jednak pewnego dnia wszystko się zmienia. Okazuje się, że Bobby jest jednym z Wędrowców, osób, które podróżują między różnymi strefami, aby zachować w nich ład. Wędrowcem jest także jego wujek Press. Przeciwko nim jest jeden z Wędrowców, Saint Dane, który ma odwrotną misję – chce stoczyć strefy w chaos. Na początku Bobby trafia na Denduron, strefę, która przypomina ziemskie średniowiecze. Musi wykryć punkt zwrotny strefy, jest to wydarzenie, którego przebieg zmienia przyszłość danej strefy: stacza ją w chaos lub wręcz przeciwnie. Press ma mu pomóc w tym zadaniu, jednak już na początku zostaje porwany. Przed Pendragonem, świeżo upieczonym Wędrowcem, staje więc jeszcze jedno niebezpieczne zadanie. Tymczasem na Drugiej Ziemi, czyli w domu, w rodzinnym Stony Brook Bobby’ego staje się dziwna rzecz. Znika jego dom, rodzina, wszystkie informacje o nich. Prawie nikt nie pamięta o Pendragonach. Jego przyjaciele, Mark i Courtney postanawiają go odnaleźć, ale nagle za pomocą magicznego pierścienia otrzymują dziennik #1, kartki, na których Bobby zapisuje swoje przygody.